# Constantin Fahlberg
Constantin Fahlberg (*22 de diciembre de 1850, Tambov, Rusia; †15 de agosto de 1910, Nassau, Alemania) fue un químico ruso que analizó, en 1877-1878, para el profesor Ira Remsen, en Johns Hopkins, compuestos químicos del alquitrán de hulla y durante la investigación descubrió el sabor dulce del ácido anhidroortosulfaminebenzoico. Más tarde se daría a ese "cuerpo" químico el nombre comercial de sacarina.